# Syzygium venosum
Syzygium venosum är en myrtenväxtart som beskrevs av Dc.. Syzygium venosum ingår i släktet Syzygium och familjen myrtenväxter. Inga underarter finns listade i Catalogue of Life.